# Cryphia pulverosa
Cryphia pulverosa är en fjärilsart som beskrevs av W. Warren 1910. Cryphia pulverosa ingår i släktet Cryphia och familjen nattflyn. Inga underarter finns listade i Catalogue of Life.